# Srinjine
Srinjine is een plaats in de gemeente Split in de Kroatische provincie Split-Dalmatië. De plaats telt 1.354 inwoners (2001).